# Mario Checcacci
Mario Checcacci (Livorno, 19 de abril de 1910-Sacile, 17 de enero de 1987) fue un deportista italiano que compitió en remo.
Participó en los Juegos Olímpicos de Berlín 1936, obteniendo una medalla de plata en la prueba de ocho con timonel. Ganó una medalla de oro en el Campeonato Europeo de Remo de 1937.

## Palmarés internacional
| Juegos Olímpicos   | Juegos Olímpicos         | Juegos Olímpicos | Juegos Olímpicos |
| Año                | Lugar                    | Medalla          | Prueba           |
| ------------------ | ------------------------ | ---------------- | ---------------- |
| 1936               | Berlín (Alemania)        | Medalla de plata | Ocho con timonel |
| Campeonato Europeo |                          |                  |                  |
| Año                | Lugar                    | Medalla          | Prueba           |
| 1937               | Ámsterdam (Países Bajos) | Medalla de oro   | Ocho con timonel |